# Mouvements perpétuels
Pour les articles homonymes, voir Mouvement perpétuel (musique).
Les Mouvements perpétuels de Francis Poulenc sont une œuvre pour piano composée en 1918. Sa durée totale d'exécution est d'environ 5 minutes.

## Genèse
Francis Poulenc écrit ses Mouvements perpétuels en décembre 1918. Selon Jankélévitch, ce titre témoignerait d'une intention ironique : en l'occurrence, les Mouvements perpétuels ne sont ni mouvementés, ni perpétuels.
Dédiés à Valentine Gross, ils sont créés par le pianiste Ricardo Viñes le 9 février 1919, dans un atelier de Montparnasse. Le public, restreint, de cette première comprenait plusieurs membres éminents du groupe « Lyre et palette » : le Groupe des six, les peintres Braque, Modigliani ou Picasso. 
Rencontrant le succès, ces Mouvements perpétuels établirent rapidement la célébrité de leur auteur.

## Style
Francis Poulenc jugeait ses Mouvements perpétuels ultra-faciles. Selon Adélaïde de Place, ils « se ressentent à la fois de l'influence du Satie des Gymnopédies et de celle d'un certain classicisme nourri par les clavecinistes français du XVIIIe siècle »

## Structure et analyse
Les Mouvements perpétuels se composent de trois pièces brèves : 

### 1. Balancé, modérée
Cette première pièce déploie un « halo sonore », sans cesse rythmé d'une basse sans nuance. Bien que l'armure ne porte trace d'aucune altération, elle se cantonne à une tonalité de si mineur. Elle se compose de vingt-quatre mesures.
Alfred Hitchcock a utilisé cette pièce comme leitmotiv dans La Corde.

### 2. Modéré
La seconde pièce s'ouvre sur un motif indifférent, qui laisse rapidement la place à un thème très chanté. Elle se conclut sur un ironique glissando.

### 3. Alerte
La troisième pièce s'appuie sur une rythmique en mutation constante. Elle multiplie les allusions à la musique de Satie.

## Discographie sélective
- Éric Le Sage : Francis Poulenc - Intégrale Musique pour piano - RCA Red Seal - 2001

### Autres références
1. 1 2 3  Sacre 1998, p. 2116
2. 1 2 3  Tranchefort 1987, p. 565